# Turma da Mônica (Panini)
Turma da Mônica é publicada no Brasil pela Panini Comics desde Janeiro de 2007.

## Histórico
A Turma da Mônica foi publicada inicialmente pela Editora Abril, de 1970 até 1986, e pela Editora Globo, de 1987 até 2006.

## Revistas publicadas mensalmente
- Mônica
- Cebolinha
- Cascão
- Magali
- Chico Bento
- Tina (2009-2011, voltou em 2014)
- Ronaldinho Gaúcho (Parou de ser fabricada em Maio de 2015)
- Turma da Mônica Jovem